# Graptemys nigrinoda
Graptemys nigrinoda is een schildpad uit de familie moerasschildpadden (Emydidae).

## Naam en indeling
De wetenschappelijke naam van de soort werd voor het eerst voorgesteld door Fred Ray Cagle in 1954. Later werd de wetenschappelijke naam Graptemys oculifera nigrinoda gebruikt. De soortaanduiding nigrinoda betekent vrij vertaald 'zwarte knobbel'; nigri = 'zwart' en nodus = 'knobbel'.

### Ondersoorten
De soort wordt verdeeld in twee ondersoorten die onderstaand zijn weergegeven, met de auteur en het verspreidingsgebied.
| Naam                          | Auteur                 | Verspreidingsgebied                     |
| ----------------------------- | ---------------------- | --------------------------------------- |
| Graptemys nigrinoda delticola | Folkerts & Mount, 1969 | Verenigde Staten (Alabama)              |
| Graptemys nigrinoda           | Cagle, 1954            | Verenigde Staten (Alabama, Mississippi) |

## Uiterlijke kenmerken
Met een maximale rugschildlengte van ongeveer 22 centimeter is dit een van de kleinere soorten uit het geslacht zaagrugschildpadden (Graptemys). De mannetjes blijven met een schildlengte tot twaalf cm nog kleiner. De schildkleur is groen tot bruin met op iedere hoornplaat aan de zijkant en schildrand een gele ronde vlek die bij oudere dieren vervaagt. Op het midden van het schild is een lengtekiel aanwezig die bestaat uit knobbel-achtige, donker gekleurde bulten. Bij juvenielen zijn deze veel puntiger maar de stekels worden stomper met de jaren. De marginaalschilden aan de achterzijde hebben een stekelachtig uitsteeksel. Het buikschild heeft een gele kleur met rode accenten. Op het midden is een zwarte lengtestreep aanwezig, de zwarte kleur komt ook terug op de schildnaden in de breedte. De plastronformule is als volgt: an > abd > fem >< pect >< gul > hum.
De smalle kop heeft een relatief afgeronde snuit, achter de ogen zijn gele, Y- vormige vlekken aanwezig. De nek is aan de bovenzijde voorzien van gele strepen. De twee ondersoorten zijn voornamelijk te herkennen aan verschillen aan de kleuren en markeringen van de kop. Mannetjes zijn van vrouwtjes te onderscheiden door een langere en dikkere staart en een iets holler buikschild.

## Levenswijze
De vrouwtjes zetten meestal tot vijf eieren af per legsel en produceren meestal drie legsels per seizoen, ze zetten de eieren relatief ver van het water af. De eieren zijn wit van kleur en langwerpig van vorm, ze zijn ongeveer 37 millimeter lang en 24 mm breed.
Op het menu staat zowel dierlijk als plantaardig materiaal, zo worden zoetwatersponzen, weekdieren en waterplanten gegeten, evenals insecten die in het water vallen zoals kakkerlakken en libellen. Belangrijke vijanden zijn wasberen en kraaien omdat deze de eieren opeten. De jongere schildpadden worden opgegeten door alligators en waarschijnlijk vallen ook volwassen exemplaren ten prooi aan deze krokodilachtigen.

## Verspreiding en habitat
Graptemys nigrinoda komt voor in delen van Noord-Amerika en is endemisch in de Verenigde Staten. Hier is de soort alleen aangetroffen in de staten Alabama en Mississippi. De schildpad is bekend van de rivieren en zijrivieren van de Black Warrior, de Alabama en de Tombigbee. De habitat bestaat uit relatief langzaam stromende en diepere wateren in vergelijking met andere soorten, zoals meren en rivieren. die voorzien zijn van een zand- en kleibodem en voldoende boven het water uitstekende objecten om op te zonnen.

## Beschermingsstatus
Door de internationale natuurbeschermingsorganisatie IUCN is de beschermingsstatus 'veilig' toegewezen (Least Concern of LC).